# Briefmarken-Jahrgang 1988 der Deutschen Post der DDR
Der Briefmarken-Jahrgang 1988 der Deutschen Post der Deutschen Demokratischen Republik umfasste 50 einzelne Sondermarken, sieben Briefmarkenblocks mit neun Sondermarke und vier Kleinbogen mit neun Sondermarken. Acht Briefmarken wurden zusammenhängend gedruckt; dabei gab es vier Paare mit innenliegendem Zierfeld. Erstmals gab es ein Motiv mit einem farblich unterschiedlichen Zierfeld.
In diesem Jahr wurden keine Dauermarken ausgegeben. Insgesamt erschienen 81 Motive.
Alle Briefmarken-Ausgaben seit 1964 sowie die 2-Mark-Werte der Dauermarkenserie Präsident Wilhelm Pieck und die bereits seit 1961 erschienene Dauermarkenserie Staatsratsvorsitzender Walter Ulbricht waren ursprünglich unbegrenzt frankaturgültig. Mit der Wiedervereinigung verloren alle Marken nach dem 2. Oktober 1990 ihre Gültigkeit.

## Besonderheiten
Nach 1983 war es das zweite Jahr, in dem sieben Briefmarkenblocks ausgeben wurden. Dies ist die höchste Anzahl der von der Deutschen Post der DDR ausgegebenen Blocks in einem Jahr.
Von vier Ausgaben ist bekannt, dass sie schon vier Jahre vorher entworfen und 1984 ausgegeben werden sollten. Es handelt sich dabei um die Motive zu den Olympischen Sommerspielen 1984 in Los Angeles, die von der Sowjetunion und weiteren achtzehn realsozialistischen Staaten boykottiert wurden. Auf den damals nicht ausgegebenen Briefmarken wurde in diesem Jahrgang die Jahreszahl 1984 durch 1988 und die römische Zahl der Olympiade XXIII durch XXIV ersetzt.
Dauermarken wurden in diesem Jahrgang nicht ausgegeben.

## Liste der Ausgaben und Motive
Legende
- Bild: Eine bearbeitete Abbildung der genannten Marke. Das Verhältnis der Größe der Briefmarken zueinander ist in diesem Artikel annähernd maßstabsgerecht dargestellt. Sollten keine Marken abgebildet sein, liegt es daran, dass das Urheberrecht des Künstlers noch nicht erloschen ist.
- Beschreibung: Eine Kurzbeschreibung des Motivs und/oder des Ausgabegrundes. Bei ausgegebenen Serien oder Blocks werden die zusammengehörigen Beschreibungen mit einer Markierung versehen eingerückt.
- Wert: Der Frankaturwert der einzelnen Marke in Pfennig. Ein „+“ bedeutet, dass es sich um eine Zuschlagsmarke handelt (= Frankaturwert + Spende).
- Ausgabedatum: Das Datum des erstmaligen Verkaufs dieser Briefmarke.
- Auflage: Soweit bekannt, wird hier die zum Verkauf angebotene Anzahl dieser Ausgabe angegeben.
- Entwurf: Soweit bekannt, wird hier angegeben, von wem der Entwurf dieser Marke stammt.
- Mi.-Nr.: Diese Briefmarke wird im Michel-Katalog unter der entsprechenden Nummer gelistet.

| Sondermarken | |        |                       |            |                                  |         |
| Bild         | Beschreibung | Wert   | Ausgabe- datum (1988) | Auflage    | Entwurf                          | Mi.-Nr. |
|              | Olympische Winterspiele 1988, Calgary - Skispringen | 5      | 19. Januar            | 6.000.000  | Manfred Gottschall               | 3140    |
|              | - Eisschnelllauf | 10     | 19. Januar            | 8.000.000  | Manfred Gottschall               | 3141    |
|              | - Viererbob | 20+10  | 19. Januar            | 3.500.000  | Manfred Gottschall               | 3142    |
|              | - Biathlon | 35     | 19. Januar            | 2.100.000  | Manfred Gottschall               | 3143    |
|              | Die folgende Marke wurde als Briefmarkenblock ausgegeben: - Rennrodeln, Doppel- und Einzelsitzer | 1,20 M | 19. Januar            | 2.100.000  | Manfred Gottschall               | 3144    |
|              | Gebäude der Deutschen Post - Postamt Berlin-Buch | 15     | 2. Februar            | 4.000.000  | Joachim Rieß                     | 3145    |
|              | - Postmuseum der DDR, Berlin | 20     | 2. Februar            | 8.000.000  | Joachim Rieß                     | 3146    |
|              | - Hauptpostamt Berlin-Marzahn | 50     | 2. Februar            | 2.150.000  | Joachim Rieß                     | 3147    |
|              | 90. Geburtstag von Bertolt Brecht Die folgende Marke wurde als Briefmarkenblock ausgegeben: - Bertolt Brecht, Dramatiker und Dichter                                                                  | 70     | 2. Februar            | 2.100.000  | Ralf-Jürgen Lehmann              | 3148    |
|              | Bromelien - Tillandsia macrochlamys | 10     | 16. Februar           | 18.000.000 | Detlef Glinski                   | 3149    |
|              | - Tillandsia bulbosa | 25     | 16. Februar           | 3.500.000  | Detlef Glinski                   | 3150    |
|              | - Tillandsia kalmbacherie | 40     | 16. Februar           | 3.500.000  | Detlef Glinski                   | 3151    |
|              | - Guzmania blassii | 70     | 16. Februar           | 2.100.000  | Detlef Glinski                   | 3152    |
|              | Leipziger Frühjahrsmesse: 75 Jahre Messehaus „Mädler-Passage“ - Portal zur Gaststätte Auerbachs Keller                                                                                                | 20     | 8. März               | 8.000.000  | Harry Scheuner                   | 3153    |
|              | - Mephisto und Faust; Bronze-Figurengruppe an der Treppe zu Auerbachs Keller | 70     | 8. März               | 2.350.000  | Harry Scheuner                   | 3154    |
|              | 200. Geburtstag von Joseph Freiherr von Eichendorff Die folgende Marke wurde als Briefmarkenblock ausgegeben: - Joseph Freiherr von Eichendorff, Dichter                                              | 70     | 8. März               | 2.100.000  | Joachim Rieß                     | 3155    |
|              | Historische Siegel (II) Die folgenden vier Marken wurden auch als Zusammendruck in Viererblockanordnung ausgegeben: - Siegel der Sattler von Mühlhausen (1565)                                        | 10     | 22. März              | 26.300.000 | Bobbe                            | 3156    |
|              | - Siegel der Fleischer von Dresden (1564) | 25     | 22. März              | 5.800.000  | Bobbe                            | 3157    |
|              | - Siegel der Schmiede von Nauen (16. Jahrhundert) | 35     | 22. März              | 5.800.000  | Bobbe                            | 3158    |
|              | - Siegel der Tuchmacher von Frankfurt (Oder) (16. Jahrhundert) | 50     | 22. März              | 4.400.000  | Bobbe                            | 3159    |
|              | Antarktisforschungsstation der DDR „Georg Forster“ Forschungsstation (Teilansicht), Königin-Maud-Land                                                                                                 | 35     | 22. März              | 3.500.000  | Paul Reißmüller                  | 3160    |
|              | Stadtansichten: Kreisstädte im Norden der DDR - Wismar | 5      | 5. April              | 6.000.000  | Jochen Bertholdt                 | 3161    |
|              | - Anklam | 10     | 5. April              | 24.000.000 | Jochen Bertholdt                 | 3162    |
|              | - Ribnitz-Damgarten | 25     | 5. April              | 3.500.000  | Jochen Bertholdt                 | 3163    |
|              | - Stralsund | 60     | 5. April              | 3.000.000  | Jochen Bertholdt                 | 3164    |
|              | - Bergen | 90     | 5. April              | 3.000.000  | Jochen Bertholdt                 | 3165    |
|              | - Greifswald | 1,20 M | 5. April              | 2.100.000  | Jochen Bertholdt                 | 3166    |
|              | 500. Geburtstag von Ulrich von Hutten Diese Marke wurde als Briefmarkenblock ausgegeben: - Ulrich von Hutten, Reichsritter und Humanist                                                               | 70     | 5. April              | 2.100.000  | Ursula Abramowski-Lautenschläger | 3167    |
|              | 22. Arbeiterfestspiele der DDR, Bezirk Frankfurt/Oder Die folgenden zwei Marken wurden als Zusammendruck mit einem dazwischenliegenden Zierfeld ausgegeben: - Bauwerke im Bezirk Frankfurt/Oder       | 20     | 7. Juni               | 3.000.000  | Kraus                            | 3168    |
|              | - Gebäude der Stadt Frankfurt/Oder | 50     | 7. Juni               | 3.000.000  | Kraus                            | 3169    |
|              | 10. Jahrestag des gemeinsamen Weltraumfluges UdSSR–DDR (I) - Kosmonauten Sigmund Jähn und Waleri Bykowski beim Signieren der Landekapsel des Raumschiffs Sojus 29                                     | 5      | 21. Juni              | 2.200.000  | Kraus                            | 3170    |
|              | - Spektrometer MKS-M, Messkurve | 10     | 21. Juni              | 8.000.000  | Kraus                            | 3171    |
|              | - Orbitalkomplex MIR | 20     | 21. Juni              | 8.000.000  | Kraus                            | 3172    |
|              | 10. Briefmarkenausstellung der Jugend, Erfurt und Karl-Marx-Stadt Diese Marke wurde mit Mi.Nr. 3175 als Zusammendruck mit einem dazwischenliegenden Zierfeld ausgegeben: - Erfurt (um 1520)           | 10+5   | 21. Juni              | 3.000.000  | Joachim Rieß                     | 3173    |
|              | Diese Marke wurde mit Mi.Nr. 3176 als Zusammendruck mit einem dazwischenliegenden Zierfeld ausgegeben: - Chemnitz (um 1620)                                                                           | 20+5   | 21. Juni              | 3.000.000  | Joachim Rieß                     | 3174    |
|              | Diese Marke wurde mit Mi.Nr. 3173 als Zusammendruck mit einem dazwischenliegenden Zierfeld ausgegeben: - Historische und moderne Gebäude in Erfurt                                                    | 25     | 21. Juni              | 3.000.000  | Joachim Rieß                     | 3175    |
|              | Diese Marke wurde mit Mi.Nr. 3174 als Zusammendruck mit einem dazwischenliegenden Zierfeld ausgegeben: - Historische und moderne Gebäude in Karl-Marx-Stadt                                           | 50     | 21. Juni              | 3.000.000  | Joachim Rieß                     | 3176    |
|              | 35 Jahre Kampfgruppen der Arbeiterklasse - Vereidigung | 5      | 5. Juli               | 6.000.000  | Joachim Rieß                     | 3177    |
|              | - Ernst-Thälmann-Ehrung | 10     | 5. Juli               | 24.000.000 | Joachim Rieß                     | 3178    |
|              | - Appell | 15     | 5. Juli               | 2.100.000  | Joachim Rieß                     | 3179    |
|              | - Waffenübergabe | 20     | 5. Juli               | 8.000.000  | Joachim Rieß                     | 3180    |
|              | VIII. Pioniertreffen, Karl-Marx-Stadt Die folgenden zwei Marken wurden als Zusammendruck mit einem dazwischenliegenden Zierfeld ausgegeben: - Gebäude in Karl-Marx-Stadt, Luftballons, Friedenstauben | 10     | 19. Juli              | 3.000.000  | Andrea Soest                     | 3181    |
|              | - Junge Pioniere mit Musikinstrumenten, Luftballons, Friedenstauben | 10+5   | 19. Juli              | 3.000.000  | Andrea Soest                     | 3182    |
|              | Olympische Sommerspiele 1988, Seoul - Schwimmen | 5      | 9. August             | 6.000.000  | Hans Detlefsen                   | 3183    |
|              | - Hallenhandball | 10     | 9. August             | 8.000.000  | Hans Detlefsen                   | 3184    |
|              | - Hürdenlauf | 20+10  | 9. August             | 3.000.000  | Hans Detlefsen                   | 3185    |
|              | - Rudern | 25     | 9. August             | 3.500.000  | Hans Detlefsen                   | 3186    |
|              | - Boxen | 35     | 9. August             | 2.100.000  | Hans Detlefsen                   | 3187    |
|              | - Radsport | 50+20  | 9. August             | 3.000.000  | Hans Detlefsen                   | 3188    |
|              | Die folgende Marke wurde als Briefmarkenblock ausgegeben: - Staffellauf | 85     | 9. August             | 2.100.000  | Hans Detlefsen                   | 3189    |
|              | 10. Jahrestag des gemeinsamen Weltraumfluges UdSSR–DDR (II) - Kosmonauten Sigmund Jähn und Waleri Bykowski beim Signieren der Landekapsel des Raumschiffs Sojus 29                                    | 10     | 30. August            | 8.400.000  | Kraus                            | 3190    |
|              | - Spektrometer MKS-M, Messkurve | 20     | 30. August            | 8.400.000  | Kraus                            | 3191    |
|              | - Orbitalkomplex MIR | 35     | 30. August            | 8.400.000  | Kraus                            | 3192    |
|              | Leipziger Herbstmesse Die folgenden drei Marken wurde als Briefmarkenblock ausgegeben: - Warenkontrolle (um 1810)                                                                                     | 5      | 30. August            | 2.400.000  | Arnold                           | 3193    |
|              | - Völkerschlachtdenkmal, Leipzig | 15     | 30. August            | 2.400.000  | Arnold                           | 3194    |
|              | - Messeszene (um 1820) | 100    | 30. August            | 2.400.000  | Arnold                           | 3195    |
|              | Internationale Mahn- und Gedenkstätten - Denkmal für die europäische Widerstandsbewegung gegen Faschismus in Como, von Gianni Colombo                                                                 | 35     | 13. September         | 3.500.000  | Hans Detlefsen                   | 3196    |
|              | - 30 Jahre Mahn- und Gedenkstätte Buchenwald: Denkmal auf dem Ettersberg bei Weimar von Fritz Cremer                                                                                                  | 10     | 13. September         | 8.000.000  | Hans Detlefsen                   | 3197    |
|              | 500 Jahre Schiffer-Compagnie, Stralsund: Segelschiffe - Brigg „Adolph Friedrich“ (1863) | 5      | 20. September         | 6.000.000  | Jochen Bertholdt                 | 3198    |
|              | - Bark „Gartenlaube“ (1872) | 10     | 20. September         | 8.000.000  | Jochen Bertholdt                 | 3199    |
|              | - Brigantine „Auguste Mathilde“ (1830) | 70     | 20. September         | 3.000.000  | Jochen Bertholdt                 | 3200    |
|              | - Brigg „Hoffnung“ (1844). | 1,20 M | 20. September         | 2.160.000  | Jochen Bertholdt                 | 3201    |
|              | Internationale Solidarität Diese Marke wurde als Zusammendruck mit einem rechts anliegendem, roten oder schwarzen Zierfeld ausgegeben: - Farbiges Kind in ärztlicher Behandlung                       | 10+5   | 4. Oktober            | 3.500.000  | Manfred Gottschall               | 3202    |
|              | Technische Denkmale (IV): Schiffshebewerke, Hub- und Zugbrücken - Hubbrücke über Stromelbe, Magdeburg                                                                                                 | 5      | 18. Oktober           | 6.000.000  | Jochen Bertholdt                 | 3203    |
|              | - Schiffshebewerk, Magdeburg-Rothensee | 10     | 18. Oktober           | 24.000.000 | Jochen Bertholdt                 | 3204    |
|              | - Schiffshebewerk, Niederfinow | 35     | 18. Oktober           | 3.500.000  | Jochen Bertholdt                 | 3205    |
|              | - Zugbrücke über Ruppiner Wasserstraße mit Schleuse, Altfriesack | 70     | 18. Oktober           | 3.000.000  | Jochen Bertholdt                 | 3206    |
|              | - Ziegelgraben-Klappbrücke, Rügendamm bei Stralsund | 90     | 18. Oktober           | 2.150.000  | Jochen Bertholdt                 | 3207    |
|              | 50. Jahrestag der „Reichspogromnacht“ (9. November 1938) - Siebenarmiger Leuchter (Menora) | 35     | 8. November           | 3.500.000  | Detlef Glinski                   | 3208    |
|              | 100. Geburtstag von Max Lingner - „Im Boot“ | 5      | 8. November           | 6.000.000  | Hans Detlefsen                   | 3209    |
|              | - „Mademoiselle Yvonne“ | 10     | 8. November           | 8.000.000  | Hans Detlefsen                   | 3210    |
|              | - „Frei, stark und glücklich“ | 20     | 8. November           | 8.000.000  | Hans Detlefsen                   | 3211    |
|              | - „Neue Ernte“ | 85     | 8. November           | 2.100.000  | Hans Detlefsen                   | 3212    |
|              | 100. Geburtstag von Friedrich Wolf Diese Marke wurde als Briefmarkenblock ausgegeben: Dr. F. Wolf, Arzt, Schriftsteller und Dramatiker                                                                | 110    | 22. November          | 2.100.000  | Andrea Soest                     | 3213    |
|              | 40 Jahre Weltgesundheitsorganisation (WHO) WHO-Emblem; Staatswappen der DDR | 85     | 22. November          | 3.000.000  | Gudrun Lenz                      | 3214    |
|              | Erzgebirgische Klöppelspitze Diese und die folgenden fünf Marken wurden als Kleinbogen ausgegeben: - Exponate der Bezirksausstellung „Erzgebirgische Klöppelspitze“                                   | 20     | 22. November          | 1.900.000  | Harry Scheuner                   | 3215    |
|              | - Exponate der Bezirksausstellung „Erzgebirgische Klöppelspitze“ | 25     | 22. November          | 1.900.000  | Harry Scheuner                   | 3216    |
|              | - Exponate der Bezirksausstellung „Erzgebirgische Klöppelspitze“ | 35     | 22. November          | 1.900.000  | Harry Scheuner                   | 3217    |
|              | - Exponate der Bezirksausstellung „Erzgebirgische Klöppelspitze“ | 40     | 22. November          | 1.900.000  | Harry Scheuner                   | 3218    |
|              | - Exponate der Bezirksausstellung „Erzgebirgische Klöppelspitze“ | 50     | 22. November          | 1.900.000  | Harry Scheuner                   | 3219    |
|              | - Exponate der Bezirksausstellung „Erzgebirgische Klöppelspitze“ | 85     | 22. November          | 1.900.000  | Harry Scheuner                   | 3220    |

Es gibt keine Kleinbogen und Zusammendrucke